# Cymatonycha
Cymatonycha is een kevergeslacht uit de familie van de boktorren (Cerambycidae). De wetenschappelijke naam van het geslacht werd voor het eerst geldig gepubliceerd in 1874 door Bates.

## Soorten
Cymatonycha omvat de volgende soorten:
- Cymatonycha castanea Bates, 1874
- Cymatonycha fasciata Chemsak & Noguera, 1993
- Cymatonycha meridionalis Martins & Galileo, 1995